# Meurcé
Meurcé település Franciaországban, Sarthe megyében. Lakosainak száma 272 fő (2022. január 1.). Meurcé Doucelles, Lucé-sous-Ballon, Vivoin, Nouans és René községekkel határos.

## Népesség
A település népességének változása:
| Lakosok száma | 261  | 265  | 270  | 269  | 269  | 267  | 267  | 269  | 272  |
|               | 2013 | 2015 | 2016 | 2017 | 2018 | 2019 | 2020 | 2021 | 2022 |